# Frías (Santiago del Estero)
Pour les articles homonymes, voir Frias (homonymie).
Frías est une ville et le chef-lieu du département de Choya, dans la province de Santiago del Estero en Argentine.
La ville a été fondée le 24 septembre 1874. Elle comptait 25 405 habitants en 2001.
Anciennement connue sous le nom de Villa Únzaga, elle est la troisième agglomération la plus importante de la province.
Elle doit son nom à l'homme de lettres et homme politique argentin Félix Frías.
La ville se trouve sur les rives du río Albigasta, à la frontière avec la province de Catamarca. Elle a une superficie de 35 km² et son altitude est de 316 mètres.
Les habitants de Frias s'appellent "los frienses"
Le 29 juillet 2010, elle devint la première ville d'Argentine à célébrer un mariage entre personnes de même sexe.